# 阿茲列里薩羅納塔

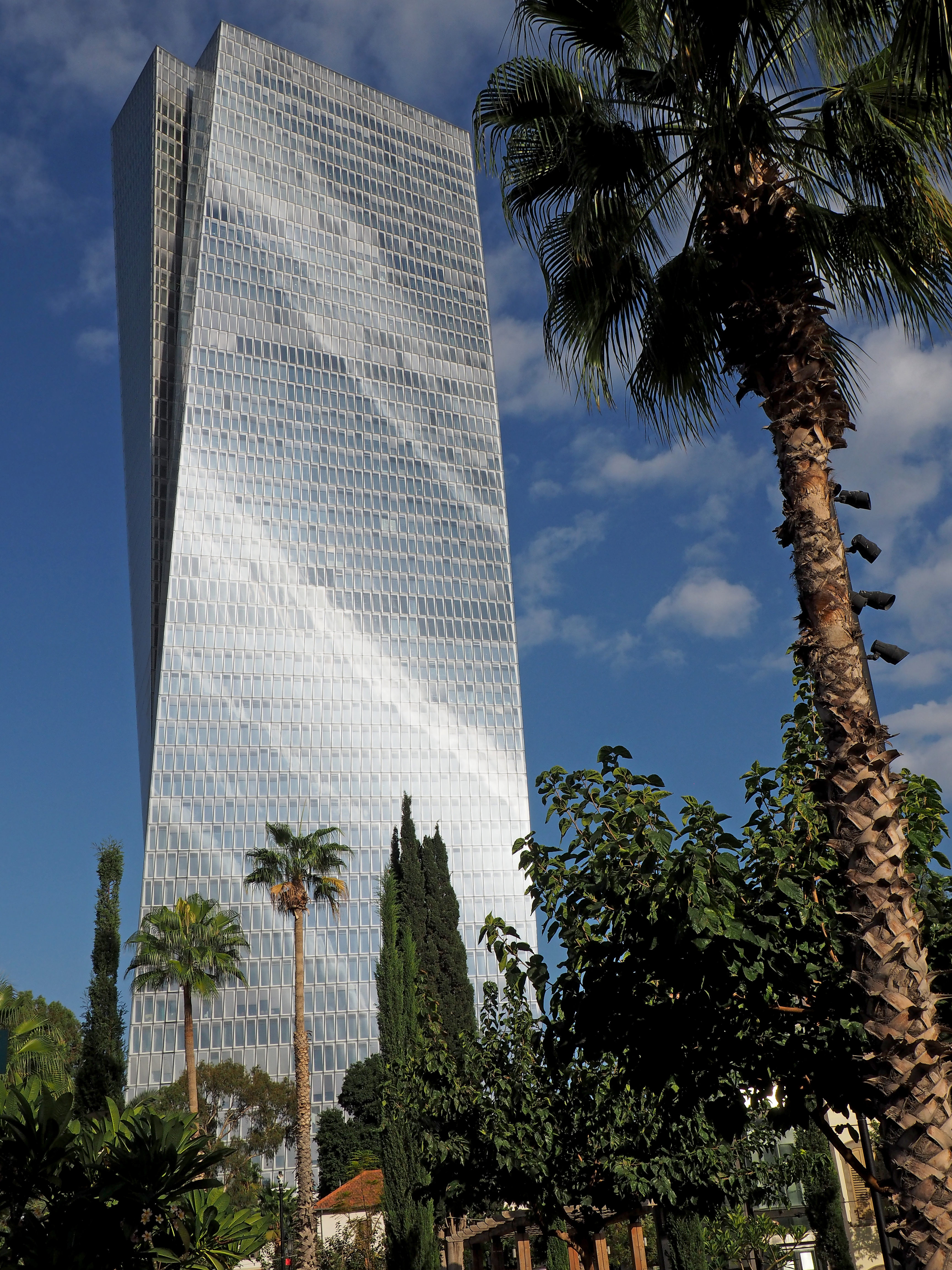
阿茲列里薩羅納塔

阿茲列里薩羅納塔（Azrieli Sarona Tower）是以色列城市特拉維夫薩羅納地區的一座摩天大樓，高238.5（782英尺），有53層，是以色列最高的建築。阿茲列里薩羅納塔的商業中心部分主要集中在底部的三層，第33層至37層則是賓館。大樓於2012年3月12日開工。2016年6月時，大樓60%的部分已經租出。